# Parklife
A Parklife az angol Blur együttes harmadik albuma, 1994. április 25-én jelent meg. Előző lemezük, a nem túl jó eladást produkáló Modern Life Is Rubbish után ezzel az albummal ismét visszatértek az angol élvonalba, köszönhetően az olyan daloknak mint a Girls & Boys, az End of a Century, a Parklife vagy a To The End. A Parklife négyszeres platina lett az Egyesült Királyságban. Az album szerepel az 1001 lemez, amit hallanod kell, mielőtt meghalsz című könyvben.
1994-ben Damon Albarn így nyilatkozott az NME-nek: „A Parklife számomra egy lazán összekapcsolt konceptalbum, amely magában foglalja ezeket a különböző történeteket.” Illetve idézte Martin Amis London Fields című novelláját, mint az album egyik fő hatását.

## Az album dalai
|     | Cím                           | Szerző(k)                 | Hossz |
| --- | ----------------------------- | ------------------------- | ----- |
| 1.  | Girls & Boys                  | Blur; szöveg Damon Albarn | 4:50  |
| 2.  | Tracy Jacks                   | Blur; szöveg Albarn       | 4:20  |
| 3.  | End of a Century              | Blur; szöveg Albarn       | 2:46  |
| 4.  | Parklife                      | Blur; szöveg Albarn       | 3:05  |
| 5.  | Bank Holiday                  | Blur; szöveg Albarn       | 1:42  |
| 6.  | Badhead                       | Blur; szöveg Albarn       | 3:25  |
| 7.  | The Debt Collector            | Blur; szöveg Albarn       | 2:10  |
| 8.  | Far Out                       | Blur; szöveg Alex James   | 1:41  |
| 9.  | To the End                    | Blur; szöveg Albarn       | 4:05  |
| 10. | London Loves                  | Blur; szöveg Albarn       | 4:15  |
| 11. | Trouble in the Message Centre | Blur; szöveg Albarn       | 4:09  |
| 12. | Clover Over Dover             | Blur; szöveg Albarn       | 3:22  |
| 13. | Magic America                 | Blur; szöveg Albarn       | 3:38  |
| 14. | Jubilee                       | Blur; szöveg Albarn       | 2:47  |
| 15. | This Is a Low                 | Blur; szöveg Albarn       | 5:07  |
| 16. | Lot 105                       | Blur; szöveg Albarn       | 2:17  |

## Közreműködők
- Damon Albarn – ének és háttérvokál, billentyűk, Hammond orgona , Moog szintetizátor, szintetizált vonósok, csembaló a Clover Over Dover-en, melodika, vibrafon, felvevő, programozás
- Graham Coxon – háttérvokál, gitár, klarinét, szaxofon, ütőhangszerek
- Alex James – ének a Far Out-on, basszusgitár, zaj
- Dave Rowntree – dob, ütőhangszerek, programozás, zaj

### További zenészek
- Stephen Street – effektusok, programozás
- Laetitia Sadier – ének a To the End-en
- Phil Daniels – narráció a Parklife-on
- Stephen Hague – harmonika

### Vonósnégyes
- Chris Tombling
- Audrey Riley
- Leo Payne MBE
- Chris Pitsillides

### Duke vonósok
- Louisa Fuller – hegedű
- Rick Koster – hegedű
- Mark Pharoah – hegedű
- John Metcalfe – vonósok hangszerelése, brácsa
- Ivan McCready – cselló

### Kick fúvósok
- Richard Edwards – harsona
- Roddy Lorimer – szárnykürt, harsona
- Tim Sanders – tenorszaxofon, szopránszaxofon
- Simon Clarke – baritonszaxofon, altszaxofon, fuvola